# Likalnik
Likalnik je  mehanska naprava za likanje. Je mali gospodinjski aparat, ki ga držimo v roki in ima ravno površino, s trikotno konico, ki ob toploti s pritiskom na tekstilne izdelke zgladi gube. Prvi električni likalnik je bil predstavljen leta 1882, New Yorškega izumitelja. Tehtal je skoraj 7 kilogramov in je potreboval veliko časa da se je segrel. Istega leta je bil predstavljen še en električni likalnik, vendar se je segreval s pomočjo ogljika, kar pa je nevarno!
Sestavni deli so grelna plošča, rezervoar za vodo, kontrolna lučka, ročaj in gumb za nastavitev temperature.
Lastnosti modernega likalnika za uporabo v gospodinjstvih:
- Oblika likalnika, ki dovoljuje, da ko ne likamo, likalnik stoji naslonjen na zadnji del, brez da bi se vroča likalna površina dotikala česarkoli in to poškodovala
- Termostat, ki zagotavlja vzdrževanje konstantne temperature
- Možnost izbiranja želene temperature za določen material oblačila (svila, volna, bombaž, …)
- Zaščita električnega kabla, izoliran s toplotno odporno izolacijo iz silikonske gume
- Možnost vbrizgavanja pare skozi tkanino med likanjem
- Vodni zbiralnik znotraj likalnika, ki se uporablja za nastajanje pare
- Kazalnik količine vode, ki prikazuje količino vode, ki je še v rezervoarju
- Možnost nastavitve konstantne pare, ki jo likalnik neprestano vbrizgava na oblačilo
- Parni izbruh, ki ga izzovemo s pritiskom na gumb ko to želimo oziroma ko naletimo na močnejšo gubo
- Nadzor kabla-Točka na kateri je kabel pritrjen na likalnik, kjer je vzmet, ki drži kabel stran od likalne površine, tudi ko je v stoječem položaju (preprečuje požare in je omogoča večjo priročnost)

Naprednejše funkcije sodobnega parnega likalnika:
- Non-stick premaz, ki se ga na likalno površino doda po želji in preprečuje drsenje likalnika po tkanini
- Anti-burn nadzor-Če je likalnik vklopljen predolgo in je v mirovanju, torej ste zapustili stanovanje s prižganim likalnikom, se le-ta sam izklopi in prepreči uničenje obleke in požar
- Nadzor varčevanja z energijo-Če je likalnik v mirovanju 10 ali 15 min. se ugasne sam in s tem privarčuje energijo ter prav tako prepreči požar
- Samoočiščenje likalne površine in vodnega kamna
- Anti-drip sistem, ki preprečuje kapljanje vodnih kapljic na suho oblačilo, ki ga likamo

Različne vrste sodobnih likalnikov:
- Klasični likalnik na paro

Likalnik, ki s pritiskom na gumb spusti paro, s katero je likanje enostavnejše, vendar je na sploh primeren za likanje manjših količin oblačil
- Likalni sistemi, imenovani tudi parne likalne postaje

Gre za likalnik na paro z ločenim kotličkom, ki je napolnjen z vodo. Likalnik je lažji od klasičnega likalnika, vendar je likanje zaradi večje količine pare enostavnejše in bolj primeren za likanje večjih količin oblačil
- Parne preše ali drugače, likalne stiskalnice

Likanje oblačil je pod večjim pritiskom, kakor pri klasičnem likalniku s katerim likamo ročno
- Parne naprave, ali prenosljivi ročni parni likalniki